# Нейропилин 1
Нейропилин 1 (англ. Neuropilin 1, NRP1; CD304) — мембранный белок, экспрессирован в нейронах, продукт гена NRP1. Один из двух нейропилинов человека.

## Функции
Нейропилин 1 является мембрано-связанным ко-рецептором тирозинкиназного рецептора факторов роста эндотелия сосудов (VEGF) и семафоринов. Играет роль в VEGF-индуцированном ангиогенезе, направлении роста аксона, выживании, миграции и прорастании клеток.

## Взаимодействия
Нейропилин 1 связывается с VEGF-A, VEGF-B, семафорином 3A.